# Al-Qusayr
Al-Qusayr is een stad in het Syrische gouvernement Homs en telt 44.395 inwoners (2008). De plaats ligt in een bergachtig gebied, zo'n 10 km ten zuiden van het Meer van Homs en 35 km ten zuidwesten van de stad Homs. Over de weg bevindt zich 15 km naar het zuidwesten de Libanese grens.

De meerderheid van de inwoners bestaat uit soennitische moslims. Zo'n tien procent van de bevolking betrof een christelijke minderheid, die zich na de overname van de stad door het Vrij Syrisch Leger in juni 2012 grotendeels genoodzaakt zag te vertrekken.
Al-Qusayr ligt dicht bij Tell Nebi Mend, de ruïnes van de stad Kadesj uit de oudheid, die was vernoemd naar de Kanaänitische godin Qetesh. In de buurt van Qadesh werd in 1274 v.Chr. bij de rivier de Orontes de Slag bij Kadesh uitgevochten, tussen het Oud-Egyptische leger en het Hettitische leger. De slag werd min of meer door de Hettieten gewonnen en is de oudste veldslag waarvan gedetailleerde verslagen van de tactieken en formaties bestaan. Waarschijnlijk houdt deze veldslag ook het record voor het aantal strijdwagens waarvan werd gebruikgemaakt, zo'n vijf- à zesduizend.
Het is in Al-Qusayr, waar pater Frans van der Lugt het centrum Al Ard heeft gesticht.
Tijdens de Syrische Burgeroorlog was Al-Qusayr een bolwerk van het Vrij Syrisch Leger en werd in april en mei 2013 belegerd door het Syrische regeringsleger, gesteund door Hezbollah. Begin juni wisten zij de stad te veroveren. Al-Qusayr is van strategisch belang voor de Syrische opstandelingen aangezien vanuit deze stad de aanvoer van wapens vanuit Libanon mogelijk wordt gemaakt. Voor de regering is deze stad van strategisch belang omdat het Damascus met de kust (het kerngebied van de alawitische minderheid) verbindt. Voor Hezbollah is de stad van strategisch belang omdat het haar kerngebied in Zuid-Libanon verbindt met de Syrische regering.